# Horvát Wikipédia
A horvát Wikipédia (horvátul: Wikipedija na hrvatskom jeziku) a Wikipédia projekt horvát nyelvű változata, egy szabadon szerkeszthető internetes enciklopédia. 2003 februárjában indult és 2009 októberében elérte a 70 000. szócikkszámot, ezzel a wikipédiák rangsorában a harminchatodik.
Több mint 31 000 szerkesztője közül 20 rendelkezik adminisztrátori jogosultságokkal.

## Mérföldkövek
- 2003. február 16. - Elindul a horvát Wikipédia.
- 2005. október 8.. - Elkészül a 10 000. szócikk. Dan neovisnosti u Hrvatskoj
- 2007. április 28. - Elkészül a 30 000. szócikk.
- 2008. december 3. - Elkészül az 50 000. szócikk, a Luka Kaliterna.
- 2009. május 8. - Elkészül a 60 000. szócikk, a Lockheed L–1011 TriStar.
- 2009. október 18. - Elkészül a 70 000. szócikk, a Volkswagen Buba.
- 2011. július 7. - Elkészült a 100 000. szócikk.
- 2014. december 2. - Elkészült a 150 000. szócikk.
- Jelenlegi szócikkek száma: 217 522 (2020. május 1.)